# Llista d'espècies de linífids (C)
Llista d'espècies de linífids, per ordre alfabètic, que comencen per la lletra C. Apareixen totes les espècies descrites fins al 20 de novembre de 2006.
- Per a les llistes d'espècies amb les altres lletres de l'alfabet, aneu a l'article principal, Llista d'espècies de linífids.
- Per a la llista completa de tots els gèneres vegeu l'article Llista de gèneres de linífids.

## Gèneres i espècies

### Caenonetria
Caenonetria Millidge & Russell-Smith, 1992
- Caenonetria perdita Millidge & Russell-Smith, 1992 (Borneo)

### Caleurema
Caleurema Millidge, 1991
- Caleurema involutum Millidge, 1991 (Ecuador)

### Callitrichia
Callitrichia Fage, 1936
- Callitrichia afromontana Scharff, 1990 (Tanzània)
- Callitrichia aliena Holm, 1962 (Algèria, Camerun, Kenya)
- Callitrichia cacuminata Holm, 1962 (Kenya, Uganda)
- Callitrichia crinigera Scharff, 1990 (Tanzània)
- Callitrichia formosana Oi, 1977 (Bangladesh fins al Japó)
- Callitrichia glabriceps Holm, 1962 (Kenya, Uganda)
- Callitrichia hamifera Fage, 1936 (Kenya, Uganda)
- Callitrichia inacuminata Bosmans, 1977 (Kenya)
- Callitrichia incerta Miller, 1970 (Angola)
- Callitrichia kenyae Fage, 1936 (Kenya)
- Callitrichia marakweti Fage, 1936 (Kenya)
- Callitrichia meruensis Holm, 1962 (Tanzània)
- Callitrichia mira (Jocqué & Scharff, 1986) (Tanzània)
- Callitrichia monticola (Tullgren, 1910) (Tanzània)
- Callitrichia obtusifrons Miller, 1970 (Angola)
- Callitrichia paludicola Holm, 1962 (Tanzània)
- Callitrichia pileata (Jocqué & Scharff, 1986) (Tanzània)
- Callitrichia pilosa (Jocqué & Scharff, 1986) (Tanzània)
- Callitrichia ruwenzoriensis Holm, 1962 (Uganda)
- Callitrichia sellafrontis Scharff, 1990 (Tanzània)
- Callitrichia silvatica Holm, 1962 (Kenya, Uganda, Malawi)
- Callitrichia simplex (Jocqué & Scharff, 1986) (Tanzània)
- Callitrichia taeniata Holm, 1968 (Tanzània)
- Callitrichia turrita Holm, 1962 (Tanzània)

### Cameroneta
Cameroneta Bosmans & Jocqué, 1983
- Cameroneta longiradix Bosmans & Jocqué, 1983 (Camerun)

### Canariellanum
Canariellanum Wunderlich, 1987
- Canariellanum albidum Wunderlich, 1987 (Illes Canàries)
- Canariellanum arborense Wunderlich, 1987 (Illes Canàries)
- Canariellanum hierroense Wunderlich, 1992 (Illes Canàries)
- Canariellanum palmense Wunderlich, 1987 (Illes Canàries)

### Canariphantes
Canariphantes Wunderlich, 1992
- Canariphantes alpicola Wunderlich, 1992 (Illes Canàries)
- Canariphantes homonymus (Denis, 1934) (Portugal, França, Algèria)
- Canariphantes naili (Bosmans & Bouragba, 1992) (Algèria)
- Canariphantes nanus (Kulczyn'ski, 1898) (Central, Europa Oriental)

### Capsulia
Capsulia Saaristo, Tu & Li, 2006
- Capsulia tianmushana (Chen & Song, 1987) (Xina)

### Caracladus
Caracladus Simon, 1884
- Caracladus avicula (L. Koch, 1869) (Suïssa, Alemanya, Àustria, Itàlia)
- Caracladus leberti (Roewer, 1942) (Oestern, Europa central)
- Caracladus montanus Sha & Zhu, 1994 (Xina)
- Caracladus pauPerúlus Bösenberg & Strand, 1906 (Japó)
- Caracladus tsurEUAkii Saito, 1988 (Japó)

### Carorita
Carorita Duffey & Merrett, 1963
- Carorita hiberna (Barrows, 1945) (EUA)
- Carorita limnaea (Crosby & Bishop, 1927) (Holàrtic)
- Carorita paludosa Duffey, 1971 (Irlanda, Bretanya, Bèlgica, Alemanya, Rússia)

### Cassafroneta
Cassafroneta Blest, 1979
- Cassafroneta forsteri Blest, 1979 (Nova Zelanda)

### Catacercus
Catacercus Millidge, 1985
- Catacercus fuegianus (Tullgren, 1901) (Xile)

### Catonetria
Catonetria Millidge & Ashmole, 1994
- Catonetria caeca Millidge & Ashmole, 1994 (Illa Ascension)

### Caucasopisthes
Caucasopisthes Tanasevitch, 1990
- Caucasopisthes procurvus (Tanasevitch, 1987) (Rússia, Geòrgia)

### Cautinella
Cautinella Millidge, 1985
- Cautinella minuta Millidge, 1985 (Xile)

### Caviphantes
Caviphantes Oi, 1960
- Caviphantes dobrogicus (Dumitrescu & Miller, 1962) (Romania fins a l'Àsia central)
- Caviphantes flagellatus (Zhu & Zhou, 1992) (Xina)
- Caviphantes pseudosaxetorum Wunderlich, 1979 (Nepal, Xina, Japó)
- Caviphantes samensis Oi, 1960 (Xina, Japó)
- Caviphantes saxetorum (Hull, 1916) (Holàrtic)

### Centromerita
Centromerita Dahl, 1912
- Centromerita bicolor (Blackwall, 1833) (Paleàrtic, Canadà)
- Centromerita concinna (Thorell, 1875) (Paleàrtic)

### Centromerus
Centromerus Dahl, 1886
- Centromerus acutidentatus Deltshev, 2002 (Yugoslavia)
- Centromerus albidus Simon, 1929 (Europa)
- Centromerus amurensis Eskov & Marusik, 1992 (Rússia)
- Centromerus andrei Dresco, 1952 (Espanya)
- Centromerus andriescui Weiss, 1987 (Romania)
- Centromerus anoculus Wunderlich, 1995 (Madeira)
- Centromerus arcanus (O. P.-Cambridge, 1873) (Paleàrtic)
  - Centromerus arcanus ensifer (Simon, 1884) (França)
- Centromerus balazuci Dresco, 1952 (França)
- Centromerus bonaeviae Brignoli, 1979 (Sardenya)
- Centromerus brevivulvatus Dahl, 1912 (Paleàrtic)
- Centromerus Bulgàrianus (Drensky, 1931) (Bulgària)
- Centromerus capucinus (Simon, 1884) (Europa, Rússia)
- Centromerus cavernarum (L. Koch, 1872) (Europa)
- Centromerus chappuisi Fage, 1931 (Romania)
- Centromerus cinctus (Simon, 1884) (Còrsega, Algèria, Tunísia)
- Centromerus clarus (L. Koch, 1879) (Rússia)
- Centromerus cornupalpis (O. P.-Cambridge, 1875) (EUA, Canadà)
- Centromerus cottarellii Brignoli, 1979 (Itàlia)
- Centromerus crinitus Rosca, 1935 (Romania)
- Centromerus dacicus Dumitrescu & Georgescu, 1980 (Romania, Serbia)
- Centromerus defoei (F. O. P.-Cambridge, 1899) (Illa Juan Fernandez)
- Centromerus denticulatus (Banks, 1898) (Mèxic)
- Centromerus denticulatus (Emerton, 1909) (EUA)
- Centromerus desmeti Bosmans, 1986 (Marroc, Algèria)
- Centromerus difficilis (Kulczyn'ski, 1926) (Rússia)
- Centromerus dilutus (O. P.-Cambridge, 1875) (Europa, Rússia)
- Centromerus dubius (Kulczyn'ski, 1926) (Rússia)
- Centromerus europaeus (Simon, 1911) (Espanya, Algèria, Balcans)
- Centromerus fagicola Denis, 1948 (França)
- Centromerus fuerteventurensis Wunderlich, 1992 (Illes Canàries)
- Centromerus furcatus (Emerton, 1882) (EUA, Canadà)
- Centromerus gentilis Dumitrescu & Georgescu, 1980 (Romania)
- Centromerus incertus (Banks, 1898) (Mèxic)
- Centromerus incilium (L. Koch, 1881) (Paleàrtic)
- Centromerus lakatnikensis (Drensky, 1931) (Bulgària)
- Centromerus latidens (Emerton, 1882) (EUA, Canadà)
- Centromerus laziensis Hu, 2001 (Xina)
- Centromerus leruthi Fage, 1933 (Europa)
- Centromerus levitarsis (Simon, 1884) (Paleàrtic)
- Centromerus longibulbus (Emerton, 1882) (EUA)
- Centromerus ludovici Bösenberg, 1899 (Alemanya)
- Centromerus milleri Deltshev, 1974 (Bulgària)
- Centromerus minor Tanasevitch, 1990 (Rússia, Àsia central)
- Centromerus minutissimus Merrett & Powell, 1993 (Anglaterra, Alemanya)
- Centromerus obenbergeri Kratochvíl & Miller, 1938 (Montenegro)
- Centromerus obscurus Bösenberg, 1902 (Europa central)
- Centromerus pabulator (O. P.-Cambridge, 1875) (Europa, Rússia)
- Centromerus pacificus Eskov & Marusik, 1992 (Rússia)
- Centromerus paradoxus (Simon, 1884) (Mediterrani Occidental)
- Centromerus pasquinii Brignoli, 1971 (Itàlia)
- Centromerus persimilis (O. P.-Cambridge, 1912) (Europa, Rússia)
- Centromerus persolutus (O. P.-Cambridge, 1875) (EUA, Canadà)
- Centromerus phoceorum Simon, 1929 (Espanya, França, Algèria, Tunísia)
- Centromerus piccolo Weiss, 1996 (Alemanya)
- Centromerus prudens (O. P.-Cambridge, 1873) (Paleàrtic)
  - Centromerus prudens electus (Simon, 1884) (França)
- Centromerus puddui Brignoli, 1979 (Sardenya)
- Centromerus qinghaiensis Hu, 2001 (Xina)
- Centromerus qingzangensis Hu, 2001 (Xina)
- Centromerus remotus Roewer, 1938 (Moluques)
- Centromerus satyrus (Simon, 1884) (França)
- Centromerus sellarius (Simon, 1884) (Europa)
- Centromerus semiater (L. Koch, 1879) (Paleàrtic)
- Centromerus serbicus Deltshev, 2002 (Yugoslavia)
- Centromerus serratus (O. P.-Cambridge, 1875) (Europa)
- Centromerus setosus Miller & Kratochvíl, 1940 (Slovak Rep.)
- Centromerus sexoculatus Wunderlich, 1992 (Madeira)
- Centromerus silvicola (Kulczyn'ski, 1887) (Europa central fins a Rússia)
- Centromerus sinuatus Bosmans, 1986 (Marroc, Algèria, Tunísia)
- Centromerus sinus (Simon, 1884) (França)
- Centromerus subalpinus Lessert, 1907 (Suïssa, Alemanya, Àustria)
- Centromerus subcaecus Kulczyn'ski, 1914 (Europa)
- Centromerus succinus (Simon, 1884) (Mediterrani Occidental)
- Centromerus sylvaticus (Blackwall, 1841) (Holàrtic)
  - Centromerus sylvaticus paucidentatus Deltshev, 1983 (Bulgària)
- Centromerus tennapex (Barrows, 1940) (EUA)
- Centromerus terrigenus Yaginuma, 1972 (Rússia, Japó)
- Centromerus timidus (Simon, 1884) (Espanya, Romania)
- Centromerus tridentinus Caporiacco, 1952 (Itàlia)
- Centromerus trilobus Tao, Li & Zhu, 1995 (Xina)
- Centromerus truki Millidge, 1991 (Illes Carolines)
- Centromerus turcicus Wunderlich, 1995 (Turquia)
- Centromerus unctus (L. Koch, 1870) (Europa Oriental)
- Centromerus unicolor Roewer, 1959 (Turquia)
- Centromerus unidentatus Miller, 1958 (Finlàndia, Alemanya, Txèquia)
- Centromerus ussuricus Eskov & Marusik, 1992 (Rússia)
- Centromerus valkanovi Deltshev, 1983 (Bulgària)
- Centromerus variegatus Denis, 1962 (Madeira)
- Centromerus viduus Fage, 1931 (Espanya)
- Centromerus yadongensis Hu & Li, 1987 (Xina)

### Centrophantes
Centrophantes Miller & Polenec, 1975
- Centrophantes crosbyi (Fage & Kratochvíl, 1933) (Europa)
- Centrophantes roeweri (Wiehle, 1961) (Europa central)

### Ceraticelus
Ceraticelus Simon, 1884
- Ceraticelus agathus Chamberlin, 1948 (EUA)
- Ceraticelus albus (Fox, 1891) (EUA)
- Ceraticelus alticeps (Fox, 1891) (EUA)
- Ceraticelus atriceps (O. P.-Cambridge, 1874) (EUA)
- Ceraticelus berthoudi Dondale, 1958 (EUA)
- Ceraticelus bryantae Kaston, 1945 (EUA)
- Ceraticelus bulbosus (Emerton, 1882) (Holàrtic)
- Ceraticelus carinatus (Emerton, 1911) (EUA)
- Ceraticelus crassiceps Chamberlin & Ivie, 1939 (EUA)
- Ceraticelus creolus Chamberlin, 1925 (EUA)
- Ceraticelus emertoni (O. P.-Cambridge, 1874) (EUA)
- Ceraticelus fastidiosus Crosby & Bishop, 1925 (EUA)
- Ceraticelus fissiceps (O. P.-Cambridge, 1874) (EUA)
- Ceraticelus innominabilis Crosby, 1905 (Alaska)
- Ceraticelus laetabilis (O. P.-Cambridge, 1874) (EUA, Canadà)
  - Ceraticelus laetabilis pisga Chamberlin, 1948 (EUA)
- Ceraticelus laetus (O. P.-Cambridge, 1874) (EUA, Canadà)
- Ceraticelus laticeps (Emerton, 1894) (EUA, Canadà)
  - Ceraticelus laticeps bucephalus Chamberlin & Ivie, 1944 (EUA)
- Ceraticelus limnologicus Crosby & Bishop, 1925 (EUA)
- Ceraticelus micropalpis (Emerton, 1882) (EUA)
- Ceraticelus minutus (Emerton, 1882) (EUA, Canadà)
- Ceraticelus nigripes Bryant, 1940 (Cuba)
- Ceraticelus orientalis Eskov, 1987 (Rússia)
- Ceraticelus paludigenus Crosby & Bishop, 1925 (EUA, Hispaniola)
- Ceraticelus paschalis Crosby & Bishop, 1925 (EUA)
- Ceraticelus phylax Ivie & Barrows, 1935 (EUA)
- Ceraticelus pygmaeus (Emerton, 1882) (EUA)
- Ceraticelus rowensis Levi & Levi, 1955 (Canadà)
- Ceraticelus savannus Chamberlin & Ivie, 1944 (EUA)
- Ceraticelus silus Dondale, 1958 (Alaska)
- Ceraticelus similis (Banks, 1892) (EUA)
- Ceraticelus subniger Chamberlin, 1948 (EUA)
- Ceraticelus tibialis (Fox, 1891) (EUA)
- Ceraticelus tumidus Bryant, 1940 (Cuba)
- Ceraticelus vesPerús Chamberlin & Ivie, 1939 (EUA)

### Ceratinella
Ceratinella Emerton, 1882
- Ceratinella acerea Chamberlin & Ivie, 1933 (EUA)
- Ceratinella alaskae Chamberlin & Ivie, 1947 (Rússia, Alaska, Canadà, EUA)
- Ceratinella apollonii Caporiacco, 1938 (Itàlia)
- Ceratinella brevipes (Oestring, 1851) (Paleàrtic)
- Ceratinella brevis (Wider, 1834) (Paleàrtic)
- Ceratinella brunnea Emerton, 1882 (EUA, Canadà, Alaska)
- Ceratinella buna Chamberlin, 1948 (EUA)
- Ceratinella diversa Chamberlin, 1948 (EUA)
- Ceratinella fumifera Saito, 1939 (Japó)
- Ceratinella hemetha Chamberlin, 1948 (EUA)
- Ceratinella holocerea Chamberlin, 1948 (EUA)
- Ceratinella kenaba Chamberlin, 1948 (EUA)
- Ceratinella major Kulczyn'ski, 1894 (Paleàrtic)
- Ceratinella marcui Rosca, 1932 (Romania)
- Ceratinella ornatula (Crosby & Bishop, 1925) (EUA, Canadà, Alaska)
  - Ceratinella ornatula alaskana Chamberlin, 1948 (Alaska)
- Ceratinella parvula (Fox, 1891) (EUA)
- Ceratinella plancyi (Simon, 1880) (Xina)
- Ceratinella rosea Oliger, 1985 (Rússia)
- Ceratinella rotunda (Menge, 1868) (Alemanya, Rússia)
- Ceratinella scabrosa (O. P.-Cambridge, 1871) (Paleàrtic)
- Ceratinella sibirica Strand, 1903 (Rússia)
- Ceratinella subulata Bösenberg & Strand, 1906 (Japó)
- Ceratinella sydneyensis Wunderlich, 1976 (Nova Gal·les del Sud)
- Ceratinella tigana Chamberlin, 1948 (Alaska)
- Ceratinella tosior Chamberlin, 1948 (EUA)
- Ceratinella wideri (Thorell, 1871) (Paleàrtic)

### Ceratinops
Ceratinops Banks, 1905
- Ceratinops annulipes (Banks, 1892) (EUA)
- Ceratinops carolinus (Banks, 1911) (EUA)
- Ceratinops crenatus (Emerton, 1882) (EUA)
- Ceratinops inflatus (Emerton, 1923) (EUA)
- Ceratinops latus (Emerton, 1882) (EUA)
- Ceratinops littoralis (Emerton, 1913) (EUA)
- Ceratinops obscurus (Chamberlin & Ivie, 1939) (EUA)
- Ceratinops rugosus (Emerton, 1909) (EUA)
- Ceratinops uintanus Chamberlin, 1948 (EUA)

### Ceratinopsidis
Ceratinopsidis Bishop & Crosby, 1930
- Ceratinopsidis formosa (Banks, 1892) (EUA)

### Ceratinopsis
Ceratinopsis Emerton, 1882
- Ceratinopsis acripes (Denis, 1962) (Madeira)
- Ceratinopsis Àfricana (Holm, 1962) (Gabon, Kenya)
- Ceratinopsis antarctica Simon, 1895 (Xile)
- Ceratinopsis atolma Chamberlin, 1925 (EUA)
- Ceratinopsis auriculata Emerton, 1909 (EUA, Canadà)
- Ceratinopsis benoiti (Holm, 1968) (Tanzània)
- Ceratinopsis bicolor Banks, 1896 (EUA)
- Ceratinopsis blesti Locket, 1982 (Malàisia)
- Ceratinopsis bogotensis (Keyserling, 1886) (Colòmbia)
- Ceratinopsis bona Chamberlin & Ivie, 1944 (EUA)
- Ceratinopsis crosbyi Chamberlin, 1948 (EUA)
- Ceratinopsis delicata Chamberlin & Ivie, 1939 (EUA)
- Ceratinopsis dippenaari Jocqué, 1984 (Sud-àfrica)
- Ceratinopsis disparata (Dondale, 1959) (EUA)
- Ceratinopsis distincta (Nicolet, 1849) (Xile)
- Ceratinopsis diversicolor (Keyserling, 1886) (Brasil, Argentina)
- Ceratinopsis fako Bosmans & Jocqué, 1983 (Camerun)
- Ceratinopsis Geòrgiana Chamberlin & Ivie, 1944 (EUA)
- Ceratinopsis gosibia Chamberlin, 1948 (EUA)
- Ceratinopsis guerrerensis Gertsch & Davis, 1937 (Mèxic)
- Ceratinopsis holmi Jocqué, 1981 (Malawi, Tanzània)
- Ceratinopsis idanrensis Locket & Russell-Smith, 1980 (Nigèria, Botswana)
- Ceratinopsis infuscata (Denis, 1962) (Madeira)
- Ceratinopsis interpres (O. P.-Cambridge, 1874) (EUA)
- Ceratinopsis interventa Chamberlin, 1948 (EUA)
- Ceratinopsis jelskii (Keyserling, 1886) (Guaiana Francesa)
- Ceratinopsis labradorensis Emerton, 1925 (Canadà)
- Ceratinopsis laticeps Emerton, 1882 (EUA)
- Ceratinopsis locketi Millidge, 1995 (Krakatoa)
- Ceratinopsis machadoi (Miller, 1970) (Nigèria, Angola)
- Ceratinopsis mbamensis Bosmans, 1988 (Camerun)
- Ceratinopsis michaelseni Simon, 1902 (Argentina)
- Ceratinopsis monticola (Simon, 1894) (Sri Lanka)
- Ceratinopsis munda (O. P.-Cambridge, 1896) (Guatemala)
- Ceratinopsis nigriceps Emerton, 1882 (EUA, Canadà)
- Ceratinopsis nigripalpis Emerton, 1882 (EUA, Canadà)
- Ceratinopsis nitida (Holm, 1964) (Camerun, Congo)
- Ceratinopsis oregonicola Chamberlin, 1948 (EUA)
- Ceratinopsis orientalis Locket, 1982 (Malàisia)
- Ceratinopsis pallida Caporiacco, 1955 (Veneçuela)
- Ceratinopsis palomara Chamberlin, 1948 (EUA)
- Ceratinopsis purpurea (Keyserling, 1886) (Mèxic)
- Ceratinopsis raboeli Scharff, 1989 (Kenya)
- Ceratinopsis rosea Banks, 1898 (Mèxic)
- Ceratinopsis ruberrima Franganillo, 1926 (Cuba)
- Ceratinopsis rubicunda (Keyserling, 1886) (Perú)
- Ceratinopsis secuta Chamberlin, 1948 (EUA)
- Ceratinopsis setoensis (Oi, 1960) (Corea, Japó)
- Ceratinopsis sinuata Bosmans, 1988 (Camerun)
- Ceratinopsis sutoris Bishop & Crosby, 1930 (EUA, Canadà)
- Ceratinopsis swanea Chamberlin & Ivie, 1944 (EUA)
- Ceratinopsis sylvania Chamberlin & Ivie, 1944 (EUA)
- Ceratinopsis tumidosa (Keyserling, 1886) (Brasil, Argentina)
- Ceratinopsis watsinga Chamberlin, 1948 (EUA)
- Ceratinopsis xanthippe (Keyserling, 1886) (EUA)
- Ceratinopsis yola Chamberlin & Ivie, 1939 (EUA)

### Ceratocyba
Ceratocyba Holm, 1962
- Ceratocyba umbilicaris Holm, 1962 (Kenya)

### Cheniseo
Cheniseo Bishop & Crosby, 1935
- Cheniseo fabulosa Bishop & Crosby, 1935 (EUA)
- Cheniseo faceta Bishop & Crosby, 1935 (EUA)
- Cheniseo recurvata (Banks, 1900) (Alaska)
- Cheniseo sphagnicultor Bishop & Crosby, 1935 (EUA, Canadà)

### Chenisides
Chenisides Denis, 1962
- Chenisides bispinigera Denis, 1962 (Congo)
- Chenisides monospina Russell-Smith & Jocqué, 1986 (Kenya)

### Cherserigone
Cherserigone Denis, 1954
- Cherserigone gracilipes Denis, 1954 (Algèria)

### Chiangmaia
Chiangmaia Millidge, 1995
- Chiangmaia rufula Millidge, 1995 (Tailàndia)
- Chiangmaia sawetamali Millidge, 1995 (Tailàndia)

### Chthiononetes
Chthiononetes Millidge, 1993
- Chthiononetes tenuis Millidge, 1993 (Oest d'Austràlia)

### Cinetata
Cinetata Wunderlich, 1995
- Cinetata gradata (Simon, 1881) (Europa)

### Clitistes
Clitistes Simon, 1902
- Clitistes velutinus Simon, 1902 (Argentina)

### Clitolyna
Clitolyna Simon, 1894
- Clitolyna electa Crosby, 1905 (EUA)
- Clitolyna fastibilis (Keyserling, 1886) (Brasil)

### Cnephalocotes
Cnephalocotes Simon, 1884
- Cnephalocotes obscurus (Blackwall, 1834) (Paleàrtic)
- Cnephalocotes simpliciceps Simon, 1900 (Hawaii)
- Cnephalocotes tristis Denis, 1954 (França)

### Collinsia
Collinsia O. P.-Cambridge, 1913
- Collinsia borea (L. Koch, 1879) (Rússia, Alaska)
- Collinsia caliginosa (L. Koch, 1879) (Rússia, Àsia central)
  - Collinsia caliginosa nemenziana Thaler, 1980 (Àustria)
- Collinsia clypiella (Chamberlin, 1920) (EUA)
- Collinsia crassipalpis (Caporiacco, 1935) (Índia)
- Collinsia dentata Eskov, 1990 (Rússia)
- Collinsia despaxi (Denis, 1950) (França)
- Collinsia distincta (Simon, 1884) (Paleàrtic)
- Collinsia ezoensis (Saito, 1986) (Japó)
- Collinsia hibernica (Simon, 1926) (França)
- Collinsia holmgreni (Thorell, 1871) (Holàrtic)
- Collinsia holmi Eskov, 1990 (Rússia)
- Collinsia inerrans (O. P.-Cambridge, 1885) (Paleàrtic)
- Collinsia ksenia (Crosby & Bishop, 1928) (EUA, Canadà, Alaska)
- Collinsia oatimpa (Chamberlin, 1948) (EUA)
- Collinsia oxypaederotipus (Crosby, 1905) (EUA)
- Collinsia palmeni Hackman, 1954 (Canadà)
- Collinsia perplexa (Keyserling, 1886) (EUA)
- Collinsia pertinens (O. P.-Cambridge, 1875) (EUA)
- Collinsia plumosa (Emerton, 1882) (EUA, Canadà)
- Collinsia probata (O. P.-Cambridge, 1874) (EUA)
- Collinsia sachalinensis Eskov, 1990 (Rússia)
- Collinsia spetsbergensis (Thorell, 1871) (Holàrtic)
- Collinsia stylifera (Chamberlin, 1948) (EUA, Canadà, Alaska)
- Collinsia thulensis (Jackson, 1934) (Alaska, Canadà, Groenlàndia, Spitsbergen)
- Collinsia tianschanica Tanasevitch, 1989 (Kirguizstan)
- Collinsia wilburi Levi & Levi, 1955 (EUA)

### Coloncus
Coloncus Chamberlin, 1948
- Coloncus Amèricanus (Chamberlin & Ivie, 1944) (EUA)
- Coloncus cascadeus Chamberlin, 1948 (EUA)
- Coloncus ocala Chamberlin, 1948 (EUA)
- Coloncus pius Chamberlin, 1948 (EUA)
- Coloncus siou Chamberlin, 1948 (EUA, Canadà)

### Comorella
Comorella Jocqué, 1985
- Comorella spectabilis Jocqué, 1985 (Illes Comoro)

### Concavocephalus
Concavocephalus Eskov, 1989
- Concavocephalus eskovi Marusik & Tanasevitch, 2003 (Rússia)
- Concavocephalus rubens Eskov, 1989 (Rússia)

### Connithorax
Connithorax Eskov, 1993
- Connithorax barbatus (Eskov, 1988) (Rússia)

### Coreorgonal
Coreorgonal Bishop & Crosby, 1935
- Coreorgonal bicornis (Emerton, 1923) (EUA, Canadà)
- Coreorgonal monoceros (Keyserling, 1884) (EUA)
- Coreorgonal petulcus (Millidge, 1981) (EUA)

### Cornicephalus
Cornicephalus Saaristo & Wunderlich, 1995
- Cornicephalus jilinensis Saaristo & Wunderlich, 1995 (Xina)

### Cresmatoneta
Cresmatoneta Simon, 1929
- Cresmatoneta eleonorae (Costa, 1883) (Sardenya)
- Cresmatoneta leucophthalma (Fage, 1946) (Índia)
- Cresmatoneta mutinensis (Canestrini, 1868) (Paleàrtic)
  - Cresmatoneta mutinensis orientalis (Strand, 1914) (Israel)
- Cresmatoneta nipponensis Saito, 1988 (Corea, Japó)

### Crispiphantes
Crispiphantes Tanasevitch, 1992
- Crispiphantes amurensis (Tanasevitch, 1988) (Rússia)
- Crispiphantes biseulsanensis (Paik, 1985) (Xina, Corea)
- Crispiphantes rhomboideus (Paik, 1985) (Corea)

### Crosbyarachne
Crosbyarachne Charitonov, 1937
- Crosbyarachne bukovskyi Charitonov, 1937 (Ucraïna)

### Crosbylonia
Crosbylonia Eskov, 1988
- Crosbylonia borealis Eskov, 1988 (Rússia)

### Cryptolinyphia
Cryptolinyphia Millidge, 1991
- Cryptolinyphia sola Millidge, 1991 (Colòmbia)

### Ctenophysis
Ctenophysis Millidge, 1985
- Ctenophysis Xilensis Millidge, 1985 (Xile)

### Cyphonetria
Cyphonetria Millidge, 1995
- Cyphonetria thaia Millidge, 1995 (Tailàndia)